# Glyptoteles leucacrinella
Glyptoteles leucacrinella är en fjärilsart som beskrevs av Philipp Christoph Zeller 1848. Glyptoteles leucacrinella ingår i släktet Glyptoteles och familjen mott. Inga underarter finns listade i Catalogue of Life.